# جيسي مارغريت ويليامسون
جيسي مارغريت ويليامسون (بالإنجليزية: Jessie Marguerite Williamson)‏ هي عاملة إجتماعية نيوزيلندية، ولدت في 1855، وتوفيت في 1937.